# Barzago
Barzago es una localidad de Italia ubicada en la región de Lombardia, provincia de Lecco. Su población es de 2.451 habitantes y su superficie es de 3.59 km².

## Demografía
| Gráfica de evolución demográfica de Barzago entre 1861 y 2001 |
|                                                               |
| fonte ISTAT - Elaboración gráfica hecha por Wikipedia         |